# Joost Lagendijk
Jan Joost Lagendijk (ur. 8 czerwca 1957 w Roosendaal) – holenderski polityk, deputowany do Parlamentu Europejskiego (1998–2009).

## Życiorys
W 1986 ukończył studia z zakresu historii na Uniwersytecie w Utrechcie. W połowie lat 80. pracował jako sprzedawca w księgarni, później był m.in. publicystą. Od 1985 do 1987 był doradcą parlamentarnym klubu poselskiego Pacyfistycznej Partii Socjalistycznej w Tweede Kamer. Następnie pełnił funkcję wiceprzewodniczącego tego ugrupowania i sekretarza do spraw międzynarodowych. Należał do założycieli Zielonej Lewicy (GroenLinks), w latach 90. odpowiadał za kampanie wyborcze tego ugrupowania.
W 1998 objął mandat posła do Parlamentu Europejskiego. W 1999 i 2004 z powodzeniem ubiegał się o reelekcję. Od V kadencji zasiadał w grupie Zielonych i Wolnego Sojuszu Europejskiego (od 1999 do 2002 jako jej wiceprzewodniczący). Pracował m.in. w Komisji Spraw Zagranicznych oraz Podkomisji Bezpieczeństwa i Obrony. W 2009 przeniósł się do Stambułu, podejmując pracę na Sabancı Üniversitesi.